# ミカエラ・メイヤー
ミカエラ・ジョスリン・メイヤー（Mikaela Joslin Mayer、1990年7月4日 - ）は、アメリカ合衆国のプロボクサーである。カリフォルニア州ロサンゼルス・ウッドランドヒルズ出身、コロラド州コロラドスプリングス在住。現WBO女子世界ウェルター級王者。元WBC女子世界ライト級暫定王者。元WBO・IBF女子世界スーパーフェザー級統一王者。世界3階級制覇王者。ボブ・アラムのトップランク所属。

## 来歴

### アマチュア時代
2011年にはナショナルゴールデングローブ優勝。2012世界選手権にライトウェルター級で出場し銅メダル獲得。
2016年リオデジャネイロオリンピックのアメリカ代表に60kg級で選ばれる。初戦でミクロネシア連邦のジェニファー・チエンを破るが、準々決勝でロシアのアナスタシア・ベリャコワに敗れメダル獲得はならなかった。

### プロ時代
2017年7月、トップランクと契約を結びプロ転向。
8月5日、地元ロサンゼルスにてWidnelly Figueroa戦でプロデビューし、1回KO勝利。
2018年10月13日、ヴァネッサ・ブラッドフォード（ カナダ）とのNABF女子スーパーフェザー級王座決定戦に挑み、判定で初タイトル獲得。同王座は3度防衛。
2020年には世界王座獲得を目指し3月にニューヨークにて試合を予定されていたが、新型コロナウイルス感染拡大により中止。
米国ボクシング興行再開となる6月9日にネバダ州ラスベガスのMGMグランドガーデンアリーナでヘレン・ジョセフ（ ナイジェリア）との10回戦が組まれたが、今度は自身が新型コロナウイルスに感染したため中止に。
7月14日、改めて同じ会場及び対戦相手でセットされた延期試合では判定で勝利。
10月31日、ラスベガスのMGMグランドで井上尚弥 vs ジェイソン・モロニーのアンダーとしてエワ・ブロドニッカ（ ポーランド）が前日計量で超過したため剥奪されたWBO女子世界スーパーフェザー級王座に挑戦し判定勝利で世界王座獲得。
2021年6月19日、ラスベガスで井上尚弥 vs マイケル・ダスマリナスのアンダーとしてエリカ・ファリアス（ アルゼンチン）相手にWBO王座の初防衛に挑み、3-0（97-93、98-92×2）判定で初防衛に成功。
11月5日、ラスベガスでIBF王者マイバ・アマドゥシェ（ フランス）との間での王座統一戦に臨み、3-0（100-90、99-91、98-92）判定でWBO王座2度目の防衛とともにIBFとの王座統一に成功した。
2022年4月9日、カリフォルニア州コスタメサにて元IBF女子フェザー級王者ジェニファー・ハン相手にWBO・IBF王座の防衛戦を行い、3-0（100-90×2、99-91）判定でWBO王座3度目・IBF王座初防衛に成功。
9月10日、自身初となる国外での試合としてイギリス・ロンドンのO2アリーナにてWBC・IBO王者アリシア・バウムガードナーとの王座統一戦に挑む予定だったが、エリザベス女王崩御のため、10月15日に延期された。試合は1-2（95-96×2、97-93）の判定でプロ初黒星を喫し王座陥落となった。
2023年4月15日、ロンドンのカッパー・ボックスにて元WBO女子世界スーパーライト級王者クリスティーナ・リナルダトゥ（ ギリシャ）との正規王者ケイティー・テイラーのスーパーライト級王座挑戦表明のために設けられたWBC女子世界ライト級暫定王座決定戦に臨む予定だったが、リナルダトゥがBBBofCが要求する眼検査の条件を満たさなかったため、前日になってルーシー・ワイルドハート（ スウェーデン）が急遽代役に抜擢された。試合は3-0の判定でWBC暫定王座を獲得し、2階級制覇達成。
9月2日、マンチェスター・アリーナにてシルビア・ボルトット（ イタリア）と142ポンド契約10回戦で対戦し、100-90（英連邦ルールによりレフェリー1人が採点）で勝利、試合後にウェルター級に上げての3階級制覇挑戦を表明した。その後、WBC暫定王座を返上した。
2024年1月20日、リヴァプールのM&Sバンクアリーナにてナターシャ・ジョナス（ イギリス）が持つIBF女子世界ウェルター級王座に挑戦するも、10回1-2（94-96、97-93、95-96）判定負けで3階級制覇ならず。4戦連続でイングランドに乗り込んだが、3階級制覇を目指したこの試合は自身初の完全アウェーとなった。
2024年9月27日、約2年半ぶりとなる自国での試合としてニューヨーク・マディソン・スクエア・ガーデンのザ・シアターにてサンディ・ライアン（ イギリス）が持つWBO女子世界ウェルター級王座に挑戦し、2-0判定で勝利し3階級制覇達成。
2025年3月29日、ラスベガスのフォンティンブルー・ラスベガスにてサンディ・ライアンとのダイレクトリマッチを3-0判定で勝利しWBO女子世界ウェルター級王座初防衛に成功。

## 人物
- 元UFC王者であるロンダ・ラウジーの打撃の練習パートナーを務めたこともある[6]。

## 戦績
- アマチュア：87戦 62勝 2KO/RSC 25敗
- プロ：23戦 21勝 5KO 2敗

| 戦           | 日付           | 勝敗 | 時間    | 内容    | 対戦相手                     | 国籍             | 備考 |
| ------------ | -------------- | ---- | ------- | ------- | ---------------------------- | ---------------- | --- |
| 1            | 2017年8月5日   | ☆    | 1R 1:15 | KO      | Widnelly Figueroa            | アメリカ合衆国   | プロデビュー戦 |
| 2            | 2017年9月22日  | ☆    | 3R 0:39 | TKO     | Allison Martinez             | アメリカ合衆国   | |
| 3            | 2017年12月19日 | ☆    | 4R      | 判定2-0 | Nydia Feliciano              | アメリカ合衆国   | |
| 4            | 2018年3月10日  | ☆    | 1R 0:35 | KO      | Maria Semertzoglou           | ギリシャ         | |
| 5            | 2018年5月12日  | ☆    | 6R      | 判定3-0 | Baby Nansen                  | ニュージーランド | |
| 6            | 2018年6月30日  | ☆    | 6R      | 判定3-0 | Sheena Flamand               | カナダ           | |
| 7            | 2018年8月25日  | ☆    | 3R 2:00 | TKO     | エディナ・キス               | ハンガリー       | |
| 8            | 2018年10月13日 | ☆    | 8R      | 判定3-0 | ヴァネッサ・ブラッドフォード | カナダ           | NABF女子スーパーフェザー級王座決定戦 |
| 9            | 2018年12月14日 | ☆    | 8R      | 判定3-0 | カリスタ・シルガド           | コロンビア       | NABF防衛1 |
| 10           | 2019年2月15日  | ☆    | 8R      | 判定3-0 | ヤレリ・ラリオス             | メキシコ         | NABF防衛2 |
| 11           | 2019年6月15日  | ☆    | 10R     | 判定3-0 | リズベス・クレスポ           | ボリビア         | |
| 12           | 2019年10月16日 | ☆    | 6R 2:00 | TKO     | アレハンドラ・サモラ         | アルゼンチン     | NABF防衛3 |
| 13           | 2020年7月14日  | ☆    | 10R     | 判定3-0 | ヘレン・ジョセフ             | ナイジェリア     | |
| 14           | 2020年10月31日 | ☆    | 10R     | 判定3-0 | エワ・ブロドニッカ           | ポーランド       | WBO女子世界スーパーフェザー級タイトルマッチ |
| 15           | 2021年6月19日  | ☆    | 10R     | 判定3-0 | エリカ・ファリアス           | アルゼンチン     | WBO防衛1 |
| 16           | 2021年11月5日  | ☆    | 10R     | 判定3-0 | マイバ・アマドゥシェ         | フランス         | IBF・WBO女子世界スーパーフェザー級王座統一戦 リングマガジン女子世界スーパーフェザー級王座決定戦 IBF獲得・WBO防衛2 リングマガジン王座獲得       |
| 17           | 2022年4月9日   | ☆    | 10R     | 判定3-0 | ジェニファー・ハン           | アメリカ合衆国   | IBF防衛1・WBO防衛3 |
| 18           | 2022年10月15日 | ★    | 10R     | 判定1-2 | アリシア・バウムガードナー   | アメリカ合衆国   | WBC・IBF・WBO・IBO女子世界スーパーフェザー級王座統一戦 リングマガジン女子世界スーパーフェザー級タイトルマッチ IBF・WBO・リングマガジン王座陥落 |
| 19           | 2023年4月15日  | ☆    | 10R     | 判定3-0 | ルーシー・ワイルドハート     | スウェーデン     | WBC女子世界ライト級暫定王座決定戦 WBC暫定獲得→返上                                                                                             |
| 20           | 2023年9月2日   | ☆    | 10R     | 判定    | シルビア・ボルトット         | イタリア         | |
| 21           | 2024年1月20日  | ★    | 10R     | 判定1-2 | ナターシャ・ジョナス         | イギリス         | IBF女子世界ウェルター級タイトルマッチ |
| 22           | 2024年9月27日  | ☆    | 10R     | 判定2-0 | サンディ・ライアン           | イギリス         | WBO女子世界ウェルター級タイトルマッチ |
| 23           | 2025年3月30日  | ☆    | 10R     | 判定3-0 | サンディ・ライアン           | イギリス         | WBO防衛1 |
| テンプレート |                |      |         |         |                              |                  | |

## 獲得タイトル
プロ
- WBC北米女子スーパーフェザー級王座
- 第3代WBO女子世界スーパーフェザー級王座（防衛3）
- 第7代IBF女子世界スーパーフェザー級王座（防衛1）
- 初代リングマガジン女子世界スーパーフェザー級王座
- WBC女子世界ライト級暫定王座（防衛0=返上）
- 第5代WBO女子世界ウェルター級王座（防衛1）